# Casa Senyorial de Vecbebri
La Casa Senyorial de Vecbebri (en letó: Vecbebru muižas pils; en alemany: Alt-Bewershof) a la regió històrica de Vidzeme, a la parròquia de Bebri del municipi de Koknese del nord de Letònia.

## Història
Va ser construïda durant la primera meitat del segle xix en estil classicisme. Severament danyada per un incendi el 1905, la mansió va ser posteriorment restaurada sota la supervisió de l'arquitecte Vilhelms Bokslafs. Es va convertir en un edifici escolar el 1922.